# Flávio Aguiar
Flávio Wolf de Aguiar (Porto Alegre, 1947) é professor, autor, jornalista, tradutor brasileiro, organizador e colaborador de dezenas de livros. Seu nome de autor mais comum é Flávio Aguiar.

## Biografia
Atualmente Flávio Aguiar vive em Berlim, onde é correspondente de  publicações brasileiras, impressas ou na internet, fazendo reportagens também para TV e rádio. De fevereiro de 2021 a abril de 2025 foi analista político da Rádio France International para o Brasil.
Graduado em Letras(1970) pela Universidade de São Paulo também é Mestre (1974) e Doutor (1979, tendo defendido tese sobre A comédia nacional no teatro de José de Alencar) em Teoria Literária e Literatura Comparada pela mesma universidade. Em 1982 cumpriu um programa de Pós-Doutorado na Universidade de Montreal. Foi professor convidado e conferencista em universidades no Brasil, Uruguai, Argentina, Canadá, Alemanha, Costa do Marfim e Cuba.
Foi professor de Literatura Brasileira da USP (1973 - 2006), tendo orientado mais de quarenta teses e dissertações de doutorado e mestrado. No período da ditadura militar, foi editor de cultura do jornal Movimento. Atualmente é professor assistente doutor aposentado da USP. Foi colunista quinzenal do Blog da Boitempo e é editor de poesia da revista Margem Esquerda da mesma editora.
Tem três filhas de seu primeiro casamento com Iole de Freitas Druck: Renata Druck de Aguiar (1973), Maria Druck de Aguiar (1977) e Tânia Druck de Aguiar (1981), duas netas (Naomi e Clara) e dois netos (Davi e Francisco). É casado com a professora Zinka Ziebell, aposentada da Universidade Livre de Berlim. Morou em Berlim de 2007 a 2025, quando retornou de muda a Porto Alegre.

## Obras
Flávio de Aguiar tem mais de trinta livros publicados, como autor, co-autor ou organizador. São obras de crítica literária, ficção e poesia. Participou de várias antologias de poemas e contos no Brasil e no exterior (França, Itália e Canadá).
Seu último livro é O legado de Capitu.

### Livros publicados, organizados ou edições
O legado de Capitu. (romance policial) (São Paulo: e-galáxia, Boitempo, 2017. Em ebook. É também seu primeiro romance cuja ação se passa, na maior parte, em Berlim.
- A Bíblia segundo Beliel: da Criação ao Fim do Mundo: como tudo de fato aconteceu e vai acontecer (São Paulo: Boitempo 2012), ISBN 978-85-7559-297-7.
- Crônicas do mundo ao revés. Apresentação: Maria Rita Kehl. Boitempo, 2011[3]
- José de Alencar - Comédias. São Paulo: Martins Fontes, 2004. v. 1. 514p .
- Álbum de família - Nelson Rodrigues (org.). Rio de Janeiro: Nova Fronteira, 2004, 112p.
- Viúva porém honesta - Nelson Rodrigues (org.). Rio de Janeiro: Nova Fronteira, 2004, 80p.
- Perdoa-me por me traíres - Nelson Rodrigues(org.).  Rio de Janeiro: Nova Fronteira, 2004, 96p.
- Os sete gatinhos - Nelson Rodrigues (org.).  Rio de Janeiro: Nova Fronteira, 2004, 112p.
- Valsa n° 6 - Nelson Rodrigues(org.). Rio de Janeiro: Nova Fronteira, 2004, 64p.
- Senhora dos afogados - Nelson Rodrigues (org.).  Rio de Janeiro: Nova Fronteira, 2004, 112p.
- Vestido de Noiva - Nelson Rodrigues (org.).   Rio de Janeiro: Nova Fronteira, 2004, 96p.
- Boca de Ouro - Nelson Rodrigues (org.).   Rio de Janeiro: Nova Fronteira, 2004. v. 1. 128p .
- O tempo e o vento - Érico Veríssimo (org.).  3ª ed. São Paulo: Companhia das Letras, 2004, 7 vol.
- Antologia de Comédia de Costumes. São Paulo: Martins Fontes, 2003. v. 1.
- Colar de vidro e outros poemas. Porto Alegre: Corag, IEL, 2002.
- Com palmos medida. Terra, trabalho e conflito na literatura brasileira. São Paulo: Editora Fundação Perseu Abramo/Boitempo, 1999. v. 1. 350p .
- Antonio Candido: pensamento e militância. São Paulo: Humanitas/Fundação Perseu Abramo, 1999, 84p.
- Anita.  São Paulo: Boitempo, 1999.
- A palavra no purgatório. Literatura e Cultura nos anos 70. São Paulo: Boitempo, 1998, 198p.
- A comédia nacional no Teatro de José de Alencar. 1. ed. São Paulo: Ática, 1984, 284p.
- Os homens precários. Inovação e convenção na dramaturgia de Qorpo Santo. Porto Alegre: A Nação/ Instituto Estadual do Livro, 1975, 295p .

### Capítulos de livros publicados
- "Antonio Candido". In: Luiz Bernardo Pericás & Lincoln Secco (orgs.). Intérpretes do Brasil: Clássicos, rebeldes e renegados. São Paulo: Boitempo, 2014.
- "O conceito de transculturação na obra de Ángel Rama" (com Sandra Guardini Teixeira Vasconcelos). In: Benjamin Abdala Jr. (org.). Margens da Cultura. São Paulo: Boitempo, 2004.
- "O portal do inferno". In: Márcia Moura Coelho; Marcos Fleury de Oliveira (org.). Machado de Assis no espelho. São Paulo: Alameda/Sociedade Brasileira de Psicologia Analítica, 2004.
- "O verso e o reverso de José de Alencar". In: Flávio Aguiar (org.). José de Alencar - Comédias. São Paulo: Martins Fontes, 2004, v. 1, p. -.
- "A máscara da melancolia'. In: Flávio Aguiar. (Org.). Antologia de Comédia de Costumes. São Paulo: Martins Fontes, 2003.

### Outras produções bibliográficas
- Diários de Berlim, 1940 – 1945: os bastidores da operação que planejou assassinar Hitler. (tradução e apresentação). De Marie Vassiltchikov. São Paulo, Boitempo: 2015.
- Criador e criatura (com Ariclê Perez). São Paulo: Alameda/Sociedade Brasileira de Psicologia Analítica, 2004 (dramaturgia).
- O Código dos códigos - A Bíblia e a literatura (tradução). São Paulo: Boitempo, 2004 .
- O tempo e o romance. Porto Alegre: Editora Globo, 1972. (tradução).
- Em 2017/2018, traduziu poemas e um fragmento teatral do jovem Karl Marx, publicados na Boitempo Editorial.

## Prêmios
Flávio Aguiar ganhou quatro vezes o Prêmio Jabuti, da Câmara Brasileira do Livro:
- 1984 A comédia nacional no teatro de José de Alencar (ensaio; Ática, 1984);
- 2000 Anita (romance; Boitempo, 1999);
- 2007 , como participante (responsável pela área de literatura) da obra coletiva  Latinoamericana – Enciclopédia sobre a América Latina e o Caribe (org. de Emir Sader e Ivana Jinkings), também premiado na categoria Ciências Humanas e livro do ano  na categoria não ficção (publicado pela Boitempo, 2006)
- 2013, colaborador do livro 'História do teatro brasileiro, vol. I', org de João Roberto Faria. São Paulo: Perspectiva, SESCP, 2012.
- Em 2002 seu livro "Colar de vidro e outros poemas" foi finalista do Prêmio Açorianos da Secretaria Municipal de Cultura de Porto Alegre.